# Weaver (Alabama)
 Weaver és una població dels Estats Units a l'estat d'Alabama. Segons el cens del 2000 tenia 2.619 habitants.

## Demografia
Segons el cens del 2000, Weaver tenia 2.619 habitants, 1.020 habitatges, i 775 famílies La densitat de població era de 381,6 habitants/km².
Dels 1.020 habitatges en un 34,7% hi vivien nens de menys de 18 anys, en un 58% hi vivien parelles casades, en un 14,5% dones solteres, i en un 24% no eren unitats familiars. En el 21,3% dels habitatges hi vivien persones soles el 7,7% de les quals corresponia a persones de 65 anys o més que vivien soles. El nombre mitjà de persones vivint en cada habitatge era de 2,57 i el nombre mitjà de persones que vivien en cada família era de 2,96.
Per edats la població es repartia de la següent manera: un 25,9% tenia menys de 18 anys, un 8,6% entre 18 i 24, un 27,9% entre 25 i 44, un 25,6% de 45 a 60 i un 12,1% 65 anys o més.
L'edat mediana era de 37 anys. Per cada 100 dones hi havia 92,7 homes. Per cada 100 dones de 18 o més anys hi havia 86,1 homes.
La renda mediana per habitatge era de 36.573 $ i la renda mediana per família de 42.917 $. Els homes tenien una renda mediana de 33.100 $ mentre que les dones 18.547 $. La renda per capita de la població era de 19.182 $. Aproximadament el 8,2% de les famílies i el 9,4% de la població estaven per davall del llindar de pobresa.

## Poblacions més properes
El següent diagrama mostra les poblacions més properes.